# John Boyega
John Boyega, född 17 mars 1992 i Peckham, London, England, är en brittisk skådespelare och producent.
Han har bland annat spelat rollen som Moses i science fiction-komedifilmen Attack the Block och Finn i filmerna Star Wars: The Force Awakens, Star Wars: The Last Jedi och Star Wars: The Rise of Skywalker.
Vid BAFTA-galan 2016 tilldelades han Rising Star Award.

## Filmografi
- 2011 – Becoming Human (TV-serie)
- 2011 – Attack the Block
- 2011 – Junkhearts
- 2012 – My Murder (TV-film)
- 2013 – Half of a Yellow Sun
- 2013 – The Whale (TV-film)
- 2014 – Imperial Dreams
- 2014 – 24: Live Another Day (TV-serie)
- 2015 – Major Lazer (TV-serie)
- 2015 – Star Wars: The Force Awakens
- 2016 – Tinkershrimp & Dutch (TV-serie)
- 2017 – The Circle
- 2017 – Detroit
- 2017 – Star Wars: The Last Jedi
- 2018 – Pacific Rim Uprising
- 2019 – Star Wars: The Rise of Skywalker
- 2022 – Breaking
- 2022 – The Woman King